# 李澔
李 澔（イ・ホ、이호、1914年2月7日 - 1997年5月24日）は、日本統治時代の朝鮮および大韓民国の検察官、法律家、政治家。日本名は李家  澔（りのいえ ひろし）。

## 生涯
慶尚北道永川郡にて、大地主の息子として誕生。1923年3月に慶尚北道永川公立普通学校卒業後、翌4月に京城第二公立高等普通学校2学年に編入し、1930年3月に修了した。1930年4月、京都の立命館中学校3学年に編入して1933年3月に卒業。同年4月に佐賀高等学校文科甲類に入学して1936年3月に卒業。1936年4月、東京帝国大学法学部法律学科に進学し、1940年3月に卒業。大学在学中の1939年11月に高等文官試験司法科に合格。
大学卒業後は朝鮮半島に戻り、京城地方法院及び京城地方法院検事局司法官試補に任命され、在職中の1940年12月から1941年4月まで京城地方法院検事代理を兼ねた。1942年3月、京城地方法院検事局予備検事を経て、同年6月に検事に任命され、京城地方法院検事に赴任した。1943年12月、光州地方法院順天支庁検事に転任して終戦まで在任していた。
第二次世界大戦終戦後はソウル高等検察庁検事（1946年）、最高検察庁検事（1948年）、内務部初代治安局長（1949年）を務めた。
大韓民国政府樹立後は陸軍に特別任官し任大佐（軍番12673番）。1951年5月15日、陸軍本部法務監。1951年9月11日、陸軍本部兵站監。戒厳副司令官、停戦委員会代表を歴任。1953年から1955年まで国防部次官、1955年から1958年まで法務部長官を務めた。1960年の四月革命後の暫定政府では内務部長官。その後の第三共和国では内務部長官（1967年 - 1968年）、法務部長官（1968年 - 1970年）、駐日大使（1971年 - 1973年）を歴任。1979年の粛軍クーデター後は、全斗煥が設置した国家保衛立法会議議長を務めた。また大韓赤十字社総裁も務めた。